# Iñaki Williams
Iñaki Williams Arthuer (Bilbao, 15 de junio de 1994) es un futbolista hispanoghanés que juega de delantero en el Athletic Club de la Primera División.
Desde septiembre de 2022, es internacional con la selección de Ghana. También fue internacional en una ocasión con la selección española. Es el hermano mayor del futbolista internacional español Nico Williams.

## Trayectoria
Iñaki nació y pasó los primeros meses de su vida en Bilbao, localidad a la que su madre había llegado embarazada de ocho meses. Pocos meses después, sus padres se desplazaron a trabajar a una granja cerca de la localidad navarra de Sesma. Cuando Iñaki debía comenzar el colegio, decidieron trasladarse al barrio de Errotxapea de la ciudad de Pamplona.
Inició su carrera como futbolista, con seis años, en el Club Natación Pamplona. En 2008 se incorporó al Club Deportivo Pamplona, equipo convenido del Athletic Club. El Athletic Club lo incorporó definitivamente en el verano de 2012, aunque desde edad cadete acudía con regularidad a entrenar a Lezama.
En su primera temporada en el Juvenil División de Honor del Athletic, anotó 35 goles en tres competiciones. Llegó a la final de la Copa del Rey Juvenil de 2013 y participó en las NextGen Series con otros futuros jugadores del primer equipo como Kepa, Yeray o Laporte. En la campaña 2013-14 progresó por los dos filiales del Athletic: el Basconia, con el que marcó 7 goles en 18 partidos, y el Bilbao Athletic, con el que marcó 8 goles en 14 jornadas.

### Athletic Club

#### 2014-15
En la temporada 2014-15 el técnico Ernesto Valverde mostró su interés por subirlo al primer equipo después de anotar dos tripletes y ser uno de los mejores goleadores del Bilbao Athletic de los últimos años, donde llevaba once goles en quince partidos. El 6 de diciembre de 2014 debutó en Liga con el Athletic Club ante el Córdoba, en San Mamés, debido a la ausencia de Aritz Aduriz por lesión. Empezó de titular y fue sustituido a los 46 minutos de juego por Markel Susaeta. El resultado no fue favorable para los bilbaínos ya que cayeron por 0-1. Después de jugar otros tres partidos más con el filial, en los que marcó dos goles, se estableció definitivamente en el primer equipo en enero de 2015.
El 19 de febrero de 2015 el conjunto bilbaíno se midió al Torino, en el Estadio Olímpico de Turín, en la ida de los dieciseisavos de final de la Liga Europa. Williams, con 20 años y en su debut europeo, se convirtió en el primer jugador de raíces africanas en marcar un gol con el Athletic en sus 117 años de historia. Un tanto que llegó en el minuto ocho de partido después de una gran acción de Borja Viguera por la banda izquierda. El delantero remató desde dentro del área pequeña para adelantar a su equipo en el marcador. El 9 de mayo de 2015 batió el récord de velocidad punta de la temporada en liga, al alcanzar los 35,71 km/h en un sprint, superando en 18 décimas al anterior poseedor del récord Sofiane Feghouli. El 17 de mayo marcó su primer gol en Primera División, en el minuto 93 ante el Elche C. F. (2-3), que supuso la victoria en una espectacular remontada ya que en el minuto 78 el Athletic perdía 2-0. El 30 de mayo de 2015 disputó la final de la Copa del Rey, en el Camp Nou, frente al Barcelona. El Athletic fue derrotado por 3-1 siendo Williams el autor del gol rojiblanco tras aprovechar un centro de Ibai Gómez en el minuto 79. Con este gol se convirtió en el quinto goleador más joven del Athletic en una final de Copa tras Gómez-Acedo, Iraragorri, Belaunde y Pichichi.

#### 2015-16
En agosto de 2015 consiguió su primer título al vencer en la Supercopa de España 2015 al Barcelona por 5-1. No pudo disputar ninguno de los dos partidos por una lesión muscular sufrida en julio. El 20 de agosto jugó el primer partido de la temporada ante el MŠK Žilina, recayendo de la lesión muscular para otro mes. El 18 de octubre, en su segundo partido de titular de la temporada, inauguró el marcador en Riazor con un gran disparo. Entre el 1 y el 8 de noviembre, encadenó una racha de cinco goles en tres partidos anotando dos dobletes ante Betis y Partizán Belgrado y, posteriormente, un gol al R. C. D. Espanyol tras un autopase de espuela. En enero de 2016 marcó cinco goles en nueve partidos entre Liga y Copa. En la competición doméstica marcó ante la U. D. Las Palmas (2-2) y Getafe (0-1), mientras que en Copa marcó en los dos partidos de octavos de final ante el Villarreal y, también, ante el F. C. Barcelona en el Camp Nou, en el partido de vuelta de los cuartos de final. El 21 de febrero sufrió una grave lesión de tobillo en un lance con Yuri Berchiche, jugador de la Real Sociedad, que le tuvo de baja hasta abril. El 10 de abril marcó el gol de la victoria ante el Rayo Vallecano, sufriendo una leve lesión muscular tras anotar el gol.

#### 2016-17
El 16 de octubre de 2016 marcó su primer gol en un derbi vasco en la victoria (3-2) ante la Real Sociedad. El 4 de diciembre realizó en San Mamés, ante la S. D. Eibar (3-1), una carrera de más de 46 metros para marcar gol; solo tocó el balón cuatro veces y superó con gran facilidad al central Florian Lejeune. El 5 de enero de 2017 marcó un nuevo gol ante el F. C. Barcelona, en este caso, en la ida de octavos de final de Copa que sirvió para poner el 2-0 momentáneo en el minuto 27, cuando la afición estaba homenajeando a Yeray tras su operación. El 12 de marzo, en su partido número 100 como jugador rojiblanco, volvió a marcar ante la Real Sociedad en un triunfo en Anoeta por 0-2. Así, se convirtió en el séptimo jugador de la historia del Athletic que marcaba en los dos partidos de una Liga a la Real Sociedad. El 21 de mayo anotó el último gol de un equipo visitante en el estadio Vicente Calderón, aunque el partido acabó en derrota por 3-1 ante el Atlético de Madrid.

#### 2017-18
El 23 de septiembre de 2017 marcó sus primeros goles de la temporada al anotar un doblete en el estadio La Rosaleda (3-3). Fue trascendental en la fase de grupos de la Liga Europa 2017-18 para que el equipo pudiera acceder a la siguiente ronda al marcar, en los últimos minutos de los partidos, ante Östersunds (2-2) y Hertha Berlín (3-2).
El 17 de enero de 2018 firmó su renovación con el club rojiblanco hasta el 30 de junio de 2025, con una cláusula de rescisión de 80 millones de euros que alcanzaría los 108 millones de euros. El 19 de enero marcó un gran tanto al Getafe C. F., en el minuto 12, con un magnífico golpeo cercano a la esquina del área. El 9 de abril logró un gol, además de realizar un gran partido, en la meritoria victoria por 1-3 ante el Villarreal. El 18 de abril anotó en el Bernabéu ante el Real Madrid (1-1), con un gran remate picado, su séptimo gol a domicilio en Liga.

#### 2018-19
El 23 de septiembre marcó su primer gol en la Liga 2018-19, en un empate a dos ante el Betis, que supuso su undécimo gol liguero a domicilio quedándose a dos goles del récord establecido por el uruguayo Diego Forlán, que había logrado trece tantos a domicilio antes de volver a anotar como local. El 10 de noviembre, con su doblete en el estadio Metropolitano ante el Atlético, superó el récord del delantero uruguayo al lograr catorce tantos desde su último gol como local. El 7 de enero de 2019 dio la asistencia del primer gol y marcó el segundo tanto en una importante victoria ante el Celta de Vigo (1-2). Seis días después anotó dos tantos, ambos de bella factura, que sirvieron para obtener un triunfo ante el Sevilla por 2 a 0. Con este doble, Iñaki puso fin a una racha de dos años y un mes sin marcar en Liga como local. Mención especial para el segundo gol, que inició tras un autopase con el exterior en su propio campo, luego superó en velocidad al central Sergi Gómez y, posteriormente, desbordó al guardameta Vaclík antes de marcar. El 16 de marzo marcó el primer gol del encuentro ante el Atlético de Madrid (2-0), que contribuyó a poner fin a una racha negativa ante el club madrileño que duraba seis años. En la siguiente jornada consiguió, ante el Girona en Montilivi (1-2), el tanto del empate y la asistencia a Raúl García en el segundo gol que sirvieron para alcanzar los cuarenta puntos en la clasificación.

#### 2019-20
El 12 de agosto se anunció su ampliación de su contrato, por la cual permanecería en el club hasta junio de 2028 con una cláusula de 135 millones de euros. El 30 de agosto anotó su primer tanto de la temporada 2019-20, en el derbi vasco ante la Real Sociedad (2-0), al aprovechar un centro de Ander Capa en el minuto 11. El 20 de octubre anotó un sensacional tanto frente al Real Valladolid (1-1), tras una gran carrera en solitario en la que regateó a tres jugadores. El 24 de noviembre marcó el primer tanto del encuentro, ante Osasuna, en un triunfo por 1 a 2 en El Sadar.
Por otra parte, fue determinante para lograr la clasificación a la final de la Copa del Rey, merced a su tanto frente al Elche (1-1), en dieciseisavos de final, y su doblete ante el Tenerife (3-3), en octavos de final. Además, en la ronda de cuartos de final, intervino en la jugada del gol ante el F. C. Barcelona (1-0) en la que Sergio Busquets introdujo el balón en su propia portería, en el minuto 93, cuando intentaba evitar el gol del delantero rojiblanco.

#### 2020-21
El 18 de octubre anotó en un triunfo ante el Levante (2-0), después de un año sin marcar en San Mamés. El 17 de enero de 2021 marcó el tanto del triunfo, en la final de la Supercopa de España, frente al F. C. Barcelona (3-2) en la prórroga con un gran disparo ajustado a la escuadra. El 28 de enero anotó nuevamente el gol de la victoria, en los octavos de final de la Copa del Rey, frente al Alcoyano (1-2).
El 28 de abril jugó junto a su hermano Nico en un encuentro ante el Real Valladolid (2-2). El 3 de mayo marcó, en el minuto 90, el gol del triunfo ante el Sevilla (0-1) en el estadio Ramón Sánchez-Pizjuán.

#### 2021-22
El 28 de agosto anotó el único tanto del encuentro frente al Celta de Vigo (0-1) para lograr la primera victoria de la temporada. El 1 de octubre se convirtió en el futbolista de Primera División que más jornadas había disputado de manera consecutiva superando a Larrañaga. El 19 de diciembre marcó un doblete en el triunfo por 3 a 2 ante el Real Betis. El 20 de febrero anotó el tercer gol en la goleada por 4 a 0 ante la Real Sociedad. El 20 de abril de 2022 cumplió seis años jugando todos los partidos de liga. El 30 de abril anotó un penalti a lo Panenka frente al Atlético de Madrid (2-0).

#### 2022-23
El 29 de agosto abrió el marcador en la goleada, en el estadio Nuevo Mirandilla, ante el Cádiz (0-4). El 17 de septiembre marcó en el triunfo por 3 a 2 ante el Rayo Vallecano, en San Mamés, en un encuentro en el que también marcó su hermano Nico. El 30 de septiembre marcó de cabeza al recibir un pase de su hermano Nico en la goleada, en San Mamés, ante la Unión Almería (4-0). El 18 de octubre abrió el marcador en el minuto 1, en el Coliseum, frente al Getafe (2-2). El 30 de octubre marcó el único tanto del encuentro frente al Villarreal (1-0) al aprovechar un pase de Raúl García.
El 26 de enero dio dos asistencias en el triunfo por 1 a 3, en Mestalla, ante el Valencia que dio el pase a semifinales de Copa. Tras perderse dos jornadas de Liga por una sobrecarga muscular y dejar el récord en 251 encuentros consecutivos, regresó a los terrenos de juego frente al Valencia (1-2) dando la asistencia del triunfo a Oihan Sancet. El 4 de abril marcó el tanto que llevó el encuentro ante Osasuna a la prórroga, en la vuelta de semifinales de Copa, aunque finalmente el equipo navarro pasó a la final. El 8 de abril abrió el marcador en el histórico triunfo, después de 25 años, frente al Real Español en el RC. D.E Stadium. Una semana después marcó un doblete, que decidió el derbi vasco, ante la Real Sociedad (2-0). El 20 de mayo abrió el camino del triunfo frente al RC Celta (2-1) con un remate de cabeza.

#### 2023-24
El 19 de agosto marcó el primer tanto del encuentro frente a Osasuna (0-2). El 16 de septiembre cerró la goleada frente al Cádiz (3-0). El 22 de septiembre anotó en el triunfo, en Mendizorroza, ante el Deportivo Alavés (0-2). Cinco días después adelantó al equipo rojiblanco, que jugaba con uno menos, frente al Getafe (2-2). El 5 de noviembre marcó el tercer tanto en la victoria a domicilio ante el Villarreal (2-3). El 27 de noviembre firmó el tanto del empate, en Montilivi, frente al Girona que marchaba líder (1-1). En las siguientes dos jornadas, frente a Rayo Vallecano y Granada, anotó dos nuevos tantos. El 24 de enero, después de haber regresado de su participación en la Copa Africana esa misma mañana, marcó el tanto decisivo en los cuartos de final de Copa frente al F. C. Barcelona (4-2) en el minuto 105 de la prórroga. El 19 de febrero anotó en el triunfo frente al Girona (3-2). El 29 de febrero abrió el marcador en la goleada frente al Atlético de Madrid (3-0) en la vuelta de semifinales de Copa. El 6 de abril fue titular en la final de Copa frente al Real Mallorca, donde conquistó su tercer título. El 3 de mayo anotó un doblete, ambos a pase de su hermano Nico, frente al Getafe (0-2) en un triunfo donde el club rojiblanco acabó con nueve jugadores. El 11 de mayo marcó ante Osasuna (2-2) su gol número cien como futbolista del Athletic, según las estadísticas del club.

#### 2024-25
El 15 de septiembre dio tres asistencias de gol en la victoria ante la U. D. Las Palmas  (2-3), algo que ningún jugador rojiblanco había logrado desde Fran Yeste en 2005. Cuatro días después anotó en la victoria frente al C. D. Leganés (0-2). El 3 de octubre inauguró el marcador frente al AZ Alkmaar (2-0), en Liga Europa, al aprovechar un pase de su hermano. El 19 de octubre anotó un doblete, en apenas dos minutos, frente al R. C. D. Espanyol (4-1). El 7 de noviembre marcó a domicilio frente al Ludogorets (1-2).
El 8 de diciembre anotó el segundo tanto del encuentro frente al Villarreal (2-0). Tres días después marcó dos tantos ante el Fenerbahçe de Mourinho (0-2). El 23 de febrero cerró la histórica goleada frente al Real Valladolid (7-1).El 6 de marzo marcó en la ida de octavos de final, en el Estadio Olímpico, frente a la AS Roma (2-1). El 23 de abril consiguió el único tanto del encuentro frente a la U. D. Las Palmas, que aseguró la clasificación a competiciones europeas. Tras la retirada de Óscar de Marcos, heredó el brazalete de capitán.

#### 2025-26
El 29 de julio de 2025, el Athletic anunció que Iñaki Williams sería el capitán del equipo para la temporada 2025/26. Williams es el primer jugador negro en capitanear el Athletic. Ha sido objeto de racismo en varias ocasiones en España.

Poder exponer de esta manera lo que viene a hacer aquí la gente es bueno para todos. Parece que está de moda la ultraderecha, los que tenemos voz intentaremos seguir trabajando, callando bocas y tirando barreras

## Selección nacional

### Selección española sub-21
El 26 de marzo de 2015 debutó con la selección sub-21 de España en un amistoso ante Noruega. El 12 de noviembre de 2015 anotó su primer gol en la clasificación para la Eurocopa sub-21 de 2017 ante Georgia (5-0).
En mayo de 2017 fue convocado para disputar la Eurocopa sub-21. Durante el torneo salió desde el banquillo en todos los encuentros, a excepción del tercer partido de fase de grupos en el que fue titular. Consiguió anotar un gol en la segunda jornada de la fase de grupos, ante Portugal, tras realizar una carrera que inició en su propio campo en el minuto 93. Finalizó su etapa sub-21 con tres goles en diecisiete partidos.

### Selección española
El 17 de mayo de 2016 recibió la llamada de Vicente del Bosque para formar parte de una lista alternativa de once jugadores de cara a la preparación de la Eurocopa 2016 con la selección absoluta. Finalmente debutó con la selección española, el 29 de mayo, en un partido amistoso contra Bosnia y Herzegovina.
El 22 de mayo de 2018, como ya le sucedió en 2016, formó parte de una convocatoria alternativa de la selección española para ayudar en los primeros entrenamientos preparatorios para el Mundial de Rusia 2018.

### Selección vasca
El 12 de octubre de 2018 debutó con la selección de fútbol del País Vasco en un partido amistoso ante Venezuela (4-2).

### Selección ghanesa
El 5 de julio de 2022, anunció que desde ese momento jugaría para la selección de sus raíces, la selección de fútbol de Ghana. Dos meses después recibió su primera convocatoria para disputar los amistosos ante Brasil y Nicaragua. El 23 de septiembre debutó, en el estadio Océane de El Havre, ante Brasil con derrota (3-0) sustituyendo a Kamaldeen Sulemana en el descanso.
El 14 de noviembre fue incluido en la lista de veintiséis jugadores dada por el seleccionador Otto Addo para disputar el Mundial de Catar 2022. El 24 de noviembre debutó como titular en el Mundial frente a Portugal (2-3). El 17 de noviembre de 2023 marcó su primer gol como internacional, en el minuto 96, frente a Madagascar (1-0). En enero de 2024 participó en la Copa Africana de Naciones donde fueron eliminados en fase de grupos.

#### Goles internacionales
| N.º | Fecha                   | Estadio                          | Rival      | Gol | Resultado | Competición                |
| --- | ----------------------- | -------------------------------- | ---------- | --- | --------- | -------------------------- |
| 1   | 17 de noviembre de 2023 | Estadio Baba Yara, Kumasi, Ghana | Madagascar | 1-0 | 1-0       | Clasificación Mundial 2026 |
| 2   | 21 de marzo de 2025     | Estadio Ohene Djan, Acra, Ghana  | Chad       | 2-0 | 5-0       | Clasificación Mundial 2026 |

### Participaciones en Copas del Mundo
| Mundial           | Sede  | Resultado      | Partidos | Goles |
| ----------------- | ----- | -------------- | -------- | ----- |
| Copa Mundial 2022 | Catar | Fase de grupos | 3        | 0     |

## Estadísticas

### Clubes
Actualizado al último partido disputado el 1 de mayo de 2025.
| Club                     | Div.          | Temporada     | Liga  | Liga  | Liga   | Copas nacionales | Copas nacionales | Copas nacionales | Copas internacionales | Copas internacionales | Copas internacionales | Total | Total | Total  |
| Club                     | Div.          | Temporada     | Part. | Goles | Asist. | Part.            | Goles            | Asist.           | Part.                 | Goles                 | Asist.                | Part. | Goles | Asist. |
| ------------------------ | ------------- | ------------- | ----- | ----- | ------ | ---------------- | ---------------- | ---------------- | --------------------- | --------------------- | --------------------- | ----- | ----- | ------ |
| C. D. Basconia · España  | 3.ª           | 2013-14       | 7     | 7     | 0      | ―                | ―                | ―                | ―                     | ―                     | ―                     | 7     | 7     | 0      |
| C. D. Basconia · España  | Total club    | Total club    | 7     | 7     | 0      | 0                | 0                | 0                | 0                     | 0                     | 0                     | 7     | 7     | 0      |
| Bilbao Athletic · España | 2.ª B         | 2013-14       | 14    | 8     | 0      | —                | —                | —                | —                     | —                     | —                     | 14    | 8     | 0      |
| Bilbao Athletic · España | 2.ª B         | 2014-15       | 18    | 13    | 0      | —                | —                | —                | —                     | —                     | —                     | 18    | 13    | 0      |
| Bilbao Athletic · España | Total club    | Total club    | 32    | 21    | 0      | 0                | 0                | 0                | 0                     | 0                     | 0                     | 32    | 21    | 0      |
| Athletic Club · España   | 1.ª           | 2014-15       | 19    | 1     | 1      | 4                | 1                | 0                | 2                     | 1                     | 0                     | 25    | 3     | 1      |
| Athletic Club · España   | 1.ª           | 2015-16       | 25    | 8     | 3      | 5                | 3                | 0                | 7                     | 2                     | 1                     | 37    | 13    | 4      |
| Athletic Club · España   | 1.ª           | 2016-17       | 38    | 5     | 6      | 3                | 2                | 0                | 8                     | 1                     | 0                     | 49    | 8     | 6      |
| Athletic Club · España   | 1.ª           | 2017-18       | 38    | 7     | 6      | 1                | 0                | 0                | 13                    | 3                     | 0                     | 52    | 10    | 6      |
| Athletic Club · España   | 1.ª           | 2018-19       | 38    | 13    | 4      | 3                | 2                | 0                | —                     | —                     | —                     | 41    | 15    | 4      |
| Athletic Club · España   | 1.ª           | 2019-20       | 38    | 6     | 1      | 8                | 4                | 2                | —                     | —                     | —                     | 46    | 10    | 3      |
| Athletic Club · España   | 1.ª           | 2020-21       | 38    | 6     | 6      | 8                | 2                | 1                | —                     | —                     | —                     | 46    | 8     | 7      |
| Athletic Club · España   | 1.ª           | 2021-22       | 38    | 8     | 5      | 6                | 0                | 0                | —                     | —                     | —                     | 44    | 8     | 5      |
| Athletic Club · España   | 1.ª           | 2022-23       | 36    | 10    | 3      | 6                | 1                | 2                | —                     | —                     | —                     | 42    | 11    | 5      |
| Athletic Club · España   | 1.ª           | 2023-24       | 34    | 12    | 3      | 5                | 2                | 2                | —                     | —                     | —                     | 39    | 14    | 5      |
| Athletic Club · España   | 1.ª           | 2024-25       | 35    | 6     | 8      | 3                | 0                | 0                | 12                    | 5                     | 1                     | 50    | 11    | 9      |
| Athletic Club · España   | 1.ª           | 2025-26       | 1     | 0     | 0      | 0                | 0                | 0                | 0                     | 0                     | 0                     | 1     | 0     | 0      |
| Athletic Club · España   | Total club    | Total club    | 378   | 82    | 46     | 52               | 17               | 7                | 42                    | 12                    | 2                     | 472   | 111   | 55     |
| Total carrera            | Total carrera | Total carrera | 417   | 110   | 46     | 52               | 17               | 7                | 42                    | 12                    | 2                     | 511   | 139   | 55     |

## Palmarés

### Campeonatos nacionales
| Título              | Club          | País   | Año  |
| ------------------- | ------------- | ------ | ---- |
| Supercopa de España | Athletic Club | España | 2015 |
| Supercopa de España | Athletic Club | España | 2021 |
| Copa del Rey        | Athletic Club | España | 2024 |

### Trofeos regionales
| Título                 | Equipo        | Comunidad Autónoma | Año  |
| ---------------------- | ------------- | ------------------ | ---- |
| Euskal Herriko Txapela | Athletic Club | País Vasco         | 2018 |
| Euskal Herriko Txapela | Athletic Club | País Vasco         | 2022 |
| Euskal Herriko Txapela | Athletic Club | País Vasco         | 2024 |

### Reconocimientos
| Distinción                                      | Año  |
| ----------------------------------------------- | ---- |
| Seleccionado en el Once de Oro de Fútbol Draft. | 2015 |
| Mejor jugador de La Liga en enero.              | 2019 |
| MVP África de LaLiga 2023-24.                   | 2024 |
| MVP África de LaLiga 2024-25.                   | 2025 |

## Vida personal
En la década de los 90 sus padres, María y Félix, decidieron trasladarse a Europa en busca de un futuro mejor. Su objetivo era llegar a Reino Unido, pero un amigo les recomendó que fueran a España ya que sólo tenían que ahorrar mil dólares para poder ir. Después de una larga y difícil travesía, llegaron a Melilla donde fueron retenidos por las autoridades. Allí, un abogado les recomendó que dijeran que venían de un país en guerra para que pudieran recibir asilo político, por lo que declararon que eran de Liberia. Tras un breve paso por Málaga y Madrid, llegaron a Bilbao a finales de abril de 1994, donde el sacerdote claretiano Iñaki Mardones les encontró un puesto de trabajo. En agradecimiento, María y Félix decidieron llamar Iñaki a su primer hijo.
Poco tiempo después se trasladaron a Sesma y, dos años después, se establecieron en el barrio pamplonés de la Rochapea. Por otro lado, su padre se marchó a Londres a trabajar en 2006, dejando al resto de su familia en Navarra. Cuando Iñaki firmó su primer contrato profesional, su padre regresó para residir junto a sus hijos y su mujer en Bilbao.
Iñaki es el hermano mayor del futbolista Nico Williams, también futbolista del Athletic Club e internacional con la selección española.

## Filmografía
- Los Williams (2024), dirigida por Raúl de la Fuente.